# Nkinga (Igunga)
Nkinga ist ein Verwaltungsbezirk (englisch Ward) des Distrikts Igunga in der tansanischen Region Tabora.

## Geografie
Nkinga ist ein ländlicher Bezirk im westlichen Teil des zentralen Hochlands von Tansania und liegt etwa 50 Kilometer Luftlinie südwestlich der Distrikthauptstadt Igunga. Bei der Volkszählung 2022 lebten 16.403 Menschen in 3402 Haushalten auf einer Fläche von 108 Quadratkilometern.
Der Bezirk grenzt im Westen und im Südwesten an den Distrikts Nzega und sonst an drei Bezirke des Distrikts Igunga:
|            | Ugaka                                       |          |
| Muhugi     | Kompassrose, die auf Nachbargemeinden zeigt | Sungwizi |
| Mizibaziba | Mwisi                                       |          |

## Gliederung
Der Bezirk besteht aus drei Gemeinden (swahili Mtaa) mit 23 Orten (Kitongoji):
| Nkinga - Igalula - Uwanja Ndege - Mwazumbi - Hospital - Sokoni - Mwanza Road - Shuleni - Monde - Utulivu - Ngoya - Habitat | Njia Panda - Njia Panda - Shagenge - Dodoma - Ung'ombya - Ugayang'ombe - Isenegeja - Bwawani - Itindingulu | Ikunguipina - Shuleni - Mwaindoi - Itundulyambiti - Kishelele |

## Infrastruktur
- Bildung: Im Bezirk liegen zwei weiterführende Schulen.[7] Die Nkinga Secondary School ist staatlich, die Ulaya Secondary School wird privat geführt. Beide sind Tages- und Internatsschulen mit einer Ausbildung bis zur 4. Stufe.[8][9] Das College Nkinga Institute of Health Sciences bietet eine Ausbildung in der Krankenpflege an.[10]
- Gesundheit: Im Hauptort Nkinga liegt ein privates Regionalkrankenhaus[11] mit angeschlossenem Labor[12] und einer Dialyseklinik.[13] Außerdem gibt es je eine öffentliche Apotheke in Nkinga und in Ikunguipina.[14][15]
- Flughafen: Der kleine Flughafen in Nkinga hat den Airport-Code HTNK[16] und eine Landebahn in Richtung 9/27.[17]